# Războiul Ghost Dance
Războiul Ghost Dance a fost un conflict armat între Lakota Sioux și guvernul Statelor Unite din 1890 până în 1891. Cel mai cunoscut eveniment din cadrul acestei operațiuni este masacrul de la Wounded Knee unde Regimentul 7 Cavalerie a ucis în jur de 300 de membri Lakota Sioux, inclusiv femei, copii și alți necombatanți, la Wounded Knee pe 29 decembrie 1890. Războiul Ghost Dance s-a încheiat când liderul Sioux, Kicking Bear, s-a predat pe 15 ianuarie 1891.
În încercarea de a reaminti națiunii de acest eveniment și de programul guvernului îndreptat împotriva ameridienilor, Mișcarea Nativilor Americani a ocupat Rezervația Pine Ridge în apropierea Wounded Knee pentru a protesta împotriva guvernului federal pe 27 februarie 1973. Timp de 71 de zile o confruntare s-a desfășurat între autoritățile federale și membrii mișcării. Protestatarii s-au predat pe 8 mai.

## Dansul fantomelor
„Dansul fantomelor” a fost o mișcare religioasă ameridiană care a luat naștere spre finalul anilor 1800, deseori practicată de către indienii Sioux. Dansul a fost inventat de către liderul Wovoka, cunoscut pe numele său de alb, Jack Wilson. Acesta era convins a comunicat cu Dumnezeu, acesta din urmă spunându-i că prin practicarea dansului fantomelor, album va părăsi teritoriile și strămoșii ameridienilor se vor reîntoarce pe pământ pentru a trăi în pace alături de ceilalți indieni pentru eternitate. Religia s-a răspândit rapid în întreag teritoriul vestic și printre triburile indiene. Dansul a fost astfel denumit de către coloniștii albi înspăimânați de mișcările spirituale pe motiv că acestea aveau o aură spectrală. Din acestă cauză, trupele Statelor Unite au fost trimise în statele Dakota unde Sioux erau cei mai numeroși și unde „dansul fantomelor” era deseori practicat.

## Conflictul
În iarna anului 1890, poporul Sioux a început să fie indispus de încălcarea constantă a condițiilor adoptate prin Tratatul de la Fortul Laramie din 1851 de către Statele Unite - mai precis, din cauza desfășurării de divizii printre triburile din Dakota de Sud și construcția căilor ferate pe teritoriul rezervației. De asemenea, o altă dispută era legată de terenurile din jurul Dealurilor Negre unde au fost descoperite în 1862 zăcăminte de aur. Au existat o serie de conflicte militare în vederea revendicării acestora, cel mai cunoscut fiind masacrul de la Wounded Knee. Sioux își stabiliseră tabăra la pârâul Wounded Knee și urmau să-și înmâneze armele soldaților Statelor Unite. Un ameridian surd nu și-a predat arma deoarece trupele nu știau cum să comunice cu acesta; a urmat o încăierare, moment în care arma unuia dintre ei s-a descărcat. La auzul împușcăturii, unul din comandanții Statelor Unite a ordonat să se deschidă focul. Comandanții au cerut utilizarea tunurilor Hotchkiss plasate pe culmea adiacentă. Acestea au distrus tot ce mișca pe „câmpul de bătălie”. La încetarea ostilităților, aproape 300 de ameridieni morți (majoritatea femei și copii), respectiv 25 de morți și 45 de răniți americani zăceau pe câmpul de luptă, mare parte din ei uciși chiar de trupele S.U. Indienii care au reușit să scape au fost vânați și uciși de către restul soldaților. Un viscol a împiedicat încercarea de recuperare a cadavrelor de către părțile implicate. Ca urmare, pârâul Wounded Knee a fost „presărat” cu trupuri înghețate timp de 3 zile. La auzul acestor fapte, locuitorii din estul Statelor Unite au început să protesteze, iar guvernul a restabilit tratatul cu Sioux pentru a evita alte reacții publice. Cheyenneii erau aliați ai poporului Sioux.

## Consecințe
După masacrul de la Wounded Knee, au existat câteva mici conflicte între Sioux și guvernul Statelor Unite, mare parte însă au încetat. Spre consternarea ameridienilor, douăzeci de soldați au primit medalia de onoare pentru acțiunile săvârșite în acea zi. Indienii au fost înfuriați la momentul respectiv și au făcut tot posibilil ca acestea să fie revocate. Recent, protestatarii militanți au ocupat Memorialul Wounded Knee. O confruntare a existat timp de câteva luni între aceștia și autorități, încheiată într-un final în mod pașnic. Calvin Elan Pestriț, urmașul renumitei căpetenii Elan Pestriț a cărui trup fotografiat la Wounded Knee a devenit un simbol al masacrului, a inițiat o petiție prin care cere revocarea medalilor. Până în 12 iulie 2015, aceasta a fost semnată de 14.881 de persoane.